# All-MLB
El equipo All-MLB es un honor anual de las Grandes Ligas de Béisbol (MLB) otorgado a los mejores jugadores de ambas ligas en cada posición durante la temporada. Las selecciones para el primer y segundo equipo se determinan mediante el voto de los fanáticos y un panel formado por miembros de los medios, exjugadores y oficiales de béisbol. Cada voto tiene el mismo peso en la determinación de los equipos. Los planes para el equipo All-MLB se anunciaron el 25 de noviembre de 2019, y la primera edición se anunció en las Reuniones de Invierno de 2019 en San Diego.

## Descripción
Cada equipo (primero y segundo) consta de un receptor, cuatro jugadores de cuadro (uno para cada posición), tres jardineros independientemente de la posición, cinco lanzadores abridores y dos lanzadores de relevo. También hay un lugar para los bateadores designados de la Liga Americana (AL) en cada equipo. 

## Equipos
|                            | Jugador activo en la MLB                                                              |
|                            | Miembro del Salón de la Fama del Béisbol                                              |
|                            | Jugador inactivo no elegible para el Salón de la Fama del Béisbol                     |
| Jugador (X)                | Número de veces que el jugador ha sido seleccionado                                   |
| Jugador (texto en negrita) | Elegido como el Jugador Más Valioso de la Liga Americana o Liga Nacional el mismo año |

| Temporada | Posición | Primer equipo          | Primer equipo         | Segundo equipo       | Segundo equipo                      |
| Temporada | Posición | Jugador                | Equipo                | Jugador              | Equipo                              |
| --------- | -------- | ---------------------- | --------------------- | -------------------- | ----------------------------------- |
| 2019      | C        | J. T. Realmuto         | Philadelphia Phillies | Yasmani Grandal      | Milwaukee Brewers                   |
| 2019      | 1B       | Pete Alonso            | New York Mets         | Freddie Freeman      | Atlanta Braves                      |
| 2019      | 2B       | DJ LeMahieu            | New York Yankees      | José Altuve          | Houston Astros                      |
| 2019      | 3B       | Anthony Rendon         | Washington Nationals  | Alex Bregman         | Houston Astros                      |
| 2019      | SS       | Xander Bogaerts        | Boston Red Sox        | Marcus Semien        | Oakland Athletics                   |
| 2019      | J        | Mike Trout             | Los Angeles Angels    | Ronald Acuña Jr.     | Atlanta Braves                      |
| 2019      | J        | Christian Yelich       | Milwaukee Brewers     | Mookie Betts         | Boston Red Sox                      |
| 2019      | J        | Cody Bellinger         | Los Angeles Dodgers   | Juan Soto            | Washington Nationals                |
| 2019      | BD       | Nelson Cruz            | Minnesota Twins       | Yordan Álvarez       | Houston Astros                      |
| 2019      | SP       | Gerrit Cole            | Houston Astros        | Zack Greinke         | Arizona Diamondbacks/Houston Astros |
| 2019      | SP       | Justin Verlander       | Houston Astros        | Hyun-jin Ryu         | Los Angeles Dodgers                 |
| 2019      | SP       | Jacob deGrom           | New York Mets         | Jack Flaherty        | St. Louis Cardinals                 |
| 2019      | SP       | Max Scherzer           | Washington Nationals  | Charlie Morton       | Tampa Bay Rays                      |
| 2019      | SP       | Stephen Strasburg      | Washington Nationals  | Mike Soroka          | Atlanta Braves                      |
| 2019      | RP       | Josh Hader             | Milwaukee Brewers     | Aroldis Chapman      | New York Yankees                    |
| 2019      | RP       | Kirby Yates            | San Diego Padres      | Liam Hendriks        | Oakland Athletics                   |
| 2020      | C        | Salvador Pérez         | Kansas City Royals    | J. T. Realmuto (2)   | Philadelphia Phillies               |
| 2020      | 1B       | Freddie Freeman (2)    | Atlanta Braves        | José Abreu           | Chicago White Sox                   |
| 2020      | 2B       | DJ LeMahieu (2)        | New York Yankees      | Brandon Lowe         | Tampa Bay Rays                      |
| 2020      | 3B       | Manny Machado          | San Diego Padres      | José Ramírez         | Cleveland Indians                   |
| 2020      | SS       | Fernando Tatís Jr.     | San Diego Padres      | Corey Seager         | Los Angeles Dodgers                 |
| 2020      | J        | Mookie Betts (2)       | Los Angeles Dodgers   | Ronald Acuña Jr. (2) | Atlanta Braves                      |
| 2020      | J        | Mike Trout (2)         | Los Angeles Angels    | Mike Yastrzemski     | San Francisco Giants                |
| 2020      | J        | Juan Soto (2)          | Washington Nationals  | Michael Conforto     | New York Mets                       |
| 2020      | BD       | Marcell Ozuna          | Atlanta Braves        | Nelson Cruz (2)      | Minnesota Twins                     |
| 2020      | SP       | Shane Bieber           | Cleveland Indians     | Dinelson Lamet       | San Diego Padres                    |
| 2020      | SP       | Trevor Bauer           | Cincinnati Reds       | Gerrit Cole (2)      | New York Yankees                    |
| 2020      | SP       | Yu Darvish             | Chicago Cubs          | Clayton Kershaw      | Los Angeles Dodgers                 |
| 2020      | SP       | Max Fried              | Atlanta Braves        | Kenta Maeda          | Minnesota Twins                     |
| 2020      | SP       | Jacob deGrom (2)       | New York Mets         | Hyun-jin Ryu (2)     | Toronto Blue Jays                   |
| 2020      | RP       | Liam Hendriks (2)      | Oakland Athletics     | Brad Hand            | Cleveland Indians                   |
| 2020      | RP       | Nick Anderson          | Tampa Bay Rays        | Devin Williams       | Milwaukee Brewers                   |
| 2021      | C        | Salvador Pérez (2)     | Kansas City Royals    | Buster Posey         | San Francisco Giants                |
| 2021      | 1B       | Vladimir Guerrero Jr.  | Toronto Blue Jays     | Freddie Freeman (3)  | Atlanta Braves                      |
| 2021      | 2B       | Marcus Semien (2)      | Toronto Blue Jays     | Ozzie Albies         | Atlanta Braves                      |
| 2021      | 3B       | Austin Riley           | Atlanta Braves        | Rafael Devers        | Boston Red Sox                      |
| 2021      | SS       | Fernando Tatís Jr. (2) | San Diego Padres      | Trea Turner          | Los Angeles Dodgers                 |
| 2021      | OF       | Bryce Harper           | Philadelphia Phillies | Nick Castellanos     | Cincinnati Reds                     |
| 2021      | OF       | Aaron Judge            | New York Yankees      | Teoscar Hernández    | Toronto Blue Jays                   |
| 2021      | OF       | Juan Soto (3)          | Washington Nationals  | Kyle Tucker          | Houston Astros                      |
| 2021      | DH       | Shohei Ohtani          | Los Angeles Angels    | Yordan Álvarez (2)   | Houston Astros                      |
| 2021      | SP       | Walker Buehler         | Los Angeles Dodgers   | Max Fried (2)        | Atlanta Braves                      |
| 2021      | SP       | Corbin Burnes          | Milwaukee Brewers     | Kevin Gausman        | San Francisco Giants                |
| 2021      | SP       | Gerrit Cole (3)        | New York Yankees      | Shohei Ohtani        | Los Angeles Angels                  |
| 2021      | SP       | Robbie Ray             | Toronto Blue Jays     | Julio Urías          | Los Angeles Dodgers                 |
| 2021      | SP       | Max Scherzer (2)       | Los Angeles Dodgers   | Zack Wheeler         | Philadelphia Phillies               |
| 2021      | RP       | Josh Hader (2)         | Milwaukee Brewers     | Raisel Iglesias      | Los Angeles Angels                  |
| 2021      | RP       | Liam Hendriks (3)      | Oakland Athletics     | Kenley Jansen        | Los Angeles Dodgers                 |
| 2022      | C        | J. T. Realmuto^ (3)    | Philadelphia Phillies | Will Smith^          | Los Angeles Dodgers                 |
| 2022      | 1B       | Paul Goldschmidt^      | St. Louis Cardinals   | Freddie Freeman^ (4) | Los Angeles Dodgers                 |
| 2022      | 2B       | José Altuve^ (2)       | Houston Astros        | Andrés Giménez^      | Cleveland Guardians                 |
| 2022      | 3B       | Manny Machado^ (2)     | San Diego Padres      | Nolan Arenado^       | St. Louis Cardinals                 |
| 2022      | SS       | Trea Turner^ (2)       | Los Angeles Dodgers   | Francisco Lindor^    | New York Mets                       |
| 2022      | OF       | Mookie Betts^ (3)      | Los Angeles Dodgers   | Julio Rodríguez^     | Seattle Mariners                    |
| 2022      | OF       | Aaron Judge^ (2)       | New York Yankees      | Kyle Schwarber^      | Philadelphia Phillies               |
| 2022      | OF       | Mike Trout^ (3)        | Los Angeles Angels    | Kyle Tucker^ (2)     | Houston Astros                      |
| 2022      | DH       | Yordan Álvarez^ (3)    | Houston Astros        | Shohei Ohtani^ (4)   | Los Angeles Angels                  |
| 2022      | SP       | Sandy Alcántara^       | Miami Marlins         | Dylan Cease^         | Chicago White Sox                   |
| 2022      | SP       | Alek Manoah^           | Toronto Blue Jays     | Max Fried^ (3)       | Atlanta Braves                      |
| 2022      | SP       | Shohei Ohtani^ (3)     | Los Angeles Angels    | Aaron Nola^          | Philadelphia Phillies               |
| 2022      | SP       | Framber Valdez^        | Houston Astros        | Max Scherzer^ (3)    | New York Mets                       |
| 2022      | SP       | Justin Verlander^ (2)  | Houston Astros        | Julio Urías^ (2)     | Los Angeles Dodgers                 |
| 2022      | RP       | Emmanuel Clase^        | Cleveland Guardians   | Ryan Helsley^        | St. Louis Cardinals                 |
| 2022      | RP       | Edwin Díaz^            | New York Mets         | Ryan Pressly^        | Houston Astros                      |